# Magnox
Magnox (pour Magnesium Non-OXidizing) est un type de réacteur nucléaire à l'uranium métallique (non enrichi) modéré au graphite et refroidi au gaz carbonique. Des réacteurs de ce type ont été construits au Royaume-Uni de 1953 à 1971, le premier à la centrale nucléaire de Calder Hall/Sellafield, et le dernier à la centrale nucléaire de Wylfa. Depuis fin 2015, leur exploitation est terminée et les réacteurs sont en voie de démantèlement. 

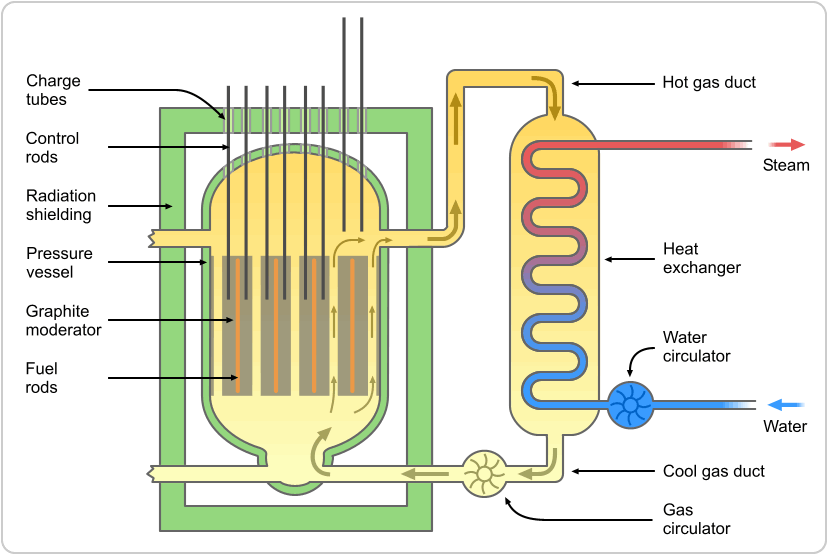
Schéma d'un réacteur nucléaire Magnox

## Description
Le nom du système provient de magnesium non-oxidising (litt. « magnésium inoxydable »), nom de l'alliage magnésium-aluminium utilisé pour gainer le combustible dans ce type de réacteur. Les réacteurs magnox utilisent du dioxyde de carbone CO2 comme caloporteur, du graphite comme modérateur et de l'uranium métallique non-enrichi comme combustible. 
Le premier réacteur Magnox de Calder Hall était conçu pour produire du plutonium pour l'arsenal nucléaire du Royaume-Uni. La production de plutonium à partir de l'uranium dans une pile atomique produit une grande quantité de chaleur qui peut être utilisée pour produire de la vapeur, puis de l'électricité. Le réacteur de Calder Hall était peu efficace, avec un rendement de seulement 18,8%.
En tout, 11 centrales nucléaires totalisant 26 réacteurs ont été construites au Royaume-Uni, où ce type de réacteur fut conçu. De plus, un exemplaire fut exporté au Japon et un autre en Italie. La Corée du Nord a aussi développé son propre réacteur Magnox basé sur la conception anglaise, qui fut rendue publique lors de la conférence Atoms for Peace.
Le dernier réacteur de ce type à être exploité, Wylfa-1, a été arrêté le 20 décembre 2015. L'industrie nucléaire, l'Autorité britannique de démantèlement nucléaire, s'emploie à les démanteler. À titre d'exemple, trois ans ont été nécessaires pour retirer et retraiter le combustible nucléaire usé, puis vingt ans pour réaliser, fin 2010, la mise sous scellés des réacteurs de la centrale nucléaire de Berkeley.

## Liste des réacteurs
La première centrale nucléaire de type magnox, la centrale nucléaire de Calder Hall/Sellafield (1956-59/2003), a été la plus ancienne tranche nucléaire couplée au réseau électrique au monde.
| Nom               | Puissance nette | Date de début de construction | Date de couplage au réseau | Date de début d'exploitation commerciale | Électricité produite | Date de mise à l'arrêt |
| ----------------- | --------------- | ----------------------------- | -------------------------- | ---------------------------------------- | -------------------- | ---------------------- |
| Calder Hall-1     | 49 MWe          | 1953                          | 1956                       | 1956                                     | 14,0 TWh             | 2003                   |
| Calder Hall-2     | 49 MWe          | 1953                          | 1957                       | 1957                                     | 14,0 TWh             | 2003                   |
| Calder Hall-3     | 49 MWe          | 1955                          | 1958                       | 1958                                     | 14,0 TWh             | 2003                   |
| Calder Hall-4     | 49 MWe          | 1955                          | 1959                       | 1959                                     | 14,0 TWh             | 2003                   |
| Chapelcross-1     | 48 MWe          | 1955                          | 1959                       | 1959                                     | 14,2 TWh             | 2004                   |
| Chapelcross-2     | 48 MWe          | 1955                          | 1959                       | 1959                                     | 14,2 TWh             | 2004                   |
| Chapelcross-3     | 48 MWe          | 1955                          | 1959                       | 1959                                     | 14,2 TWh             | 2004                   |
| Chapelcross-4     | 48 MWe          | 1955                          | 1960                       | 1960                                     | 14,2 TWh             | 2004                   |
| Berkeley-1        | 138 MWe         | 1957                          | 1962                       | 1962                                     | 21,0 TWh             | 1989                   |
| Berkeley-2        | 138 MWe         | 1957                          | 1962                       | 1962                                     | 21,6 TWh             | 1988                   |
| Bradwell-1        | 123 MWe         | 1957                          | 1962                       | 1962                                     | 27,2 TWh             | 2002                   |
| Bradwell-2        | 123 MWe         | 1957                          | 1962                       | 1962                                     | 27,2 TWh             | 2002                   |
| Hunterston A-1    | 150 MWe         | 1957                          | 1964                       | 1964                                     | 28,7 TWh             | 1990                   |
| Hunterston A-2    | 225 MWe         | 1957                          | 1964                       | 1964                                     | 28,7 TWh             | 1989                   |
| Hinkley Point A-1 | 235 MWe         | 1957                          | 1965                       | 1965                                     | 46,5 TWh             | 2000                   |
| Hinkley Point A-2 | 235 MWe         | 1957                          | 1965                       | 1965                                     | 46,5 TWh             | 2000                   |
| Latina            | 153 MWe         | 1958                          | 1963                       | 1964                                     | 25,5 TWh             | 1987                   |
| Trawsfynydd-1     | 195 MWe         | 1959                          | 1965                       | 1965                                     | 35,2 TWh             | 1991                   |
| Trawsfynydd-2     | 195 MWe         | 1959                          | 1965                       | 1965                                     | 35,2 TWh             | 1991                   |
| Dungeness A-1     | 225 MWe         | 1960                          | 1965                       | 1965                                     | 59,2 TWh             | 2006                   |
| Dungeness A-2     | 225 MWe         | 1960                          | 1965                       | 1965                                     | 60,7 TWh             | 2006                   |
| Tōkai 1           | 137 MWe         | 1961                          | 1965                       | 1966                                     | 28,2 TWh             | 1998                   |
| Sizewell A-1      | 210 MWe         | 1961                          | 1966                       | 1966                                     | 56,8 TWh             | 2006                   |
| Sizewell A-2      | 210 MWe         | 1961                          | 1966                       | 1966                                     | 53,3 TWh             | 2006                   |
| Oldbury A-1       | 217 MWe         | 1962                          | 1967                       | 1968                                     | 62,3 TWh             | 2012                   |
| Oldbury A-2       | 217 MWe         | 1962                          | 1967                       | 1968                                     | 65,6 TWh             | 2011                   |
| Wylfa 2           | 490 MWe         | 1961                          | 1971                       | 1971                                     | 109,3 TWh            | 2012                   |
| Wylfa 1           | 490 MWe         | 1963                          | 1971                       | 1971                                     | 123,2 TWh            | 2015                   |